# The Story So Far
The Story So Far är ett amerikanskt pop-punkband från Walnut Creek, Kalifornien bildat år 2007. Bandet spelar en mer aggressiv form av pop-punk med inspiration från hardcore. Bandets inspirationer är band som The Smashing Pumpkins, New Found Glory (bandets namn är baserat på sista låten på albumet "Sticks and Stones" med samma namn), blink-182, Third Eye Blind, Set Your Goals m.fl.
Bandet har släppt tre LP-skivor: Under Soil and Dirt, What You Don't See och självbetitlade The Story So Far. Bandet har gjort två spelningar i Sverige år 2013 i Stockholm och i Göteborg tillsammans med bandet Seahaven den 28 och 29 september.

## Bandmedlemmar
Nuvarande medlemmar
- Parker Cannon - sång
- Kelen Capener - bas
- Kevin Geyer - gitarr, sång (back-up)
- Ryan Torf - trummor
- William Levy - gitarr